# تئودور استرانگ
تئودور استرانگ (Theodore Strong) (متولد ۲۶ ژوئیه ۱۷۹۰ – درگذشت ۱ فبروری ۱۸۶۹) یک ریاضی‌دان آمریکایی بود.

## اوان زندگی
استرانگ در هدلی جنوبی، ماساچوست در ۲۶ ژوئیه ۱۷۹۰ به دنیا آمد. او پسر دوم کشیش جوزف استرانگ و سوفیا (با نام تولد وودبریج) استرانگ بود. وی از سمت پدربزرگ پدری خود، که با عنوان کشیش جوزف استرانگ شناخته می‌شد، از نوادگان مستقیم جوزف استرانگ بود که در سال ۱۶۳۰ در دورچستر ماساچوست ساکن شده بود و همچنین وی از سمت پدربزرگ مادری خود، کشیش جان وودبریج از هدلی جنوبی، از نواده‌گان مستقیم فرمان‌دار توماس دادلی و کشیش جان وودبریج بود که در سال ۱۶۳۴ به ماساچوست آمده بودند.
پس از مرگ پدرش، کاکای مجرد و ثروت‌مندش، بنجامین راگلز وودبریج، او را به به فرزندی پذیرفت و مانند پسر خود کلان کرد. در سال ۱۸۱۲ استرانگ از کالج ییل فارغ‌التحصیل گردید.

## حرفه
استرانگ پس از فارغ‌التحصیلی به عنوان معلم ریاضیات در کالج تازه تأسیس همیلتون مشغول به کار گردید و در سال ۱۸۱۶ به عنوان استاد ریاضیات و فلسفه طبیعی انتخاب شد. وی تا سال ۱۸۲۷ یعنی تا زمانی‌که به سمتی مشابه در کالج راتگرز در نیوبرانزویک نیوجرسی فراخوانده شد، در منصب قبلی خود خدمت کرد. در این کالج، استرانگ هم‌چنین در سمت معاون باسابقه کالج فعالیت کرد. در سال ۱۸۳۲ استرانگ به عنوان همکار آکادمی هنر و علوم آمریکا انتخاب شد. وی در سال ۱۸۶۳ از کالج راتگرز بازنشسته شد.
او در رشته ریاضی مقالات مختلفی را در اولین سری مجله سیلیمن و یک مقاله در رابطه با جبر مرتبه بالا در سال ۱۸۵۹ منتشر کرد. رساله استرانگ در مورد حساب دیفرانسیل و انتگرال در زمان مرگ وی در دست چاپ بود. او یکی از پنجاه عضو منشور آکادمی ملی علوم بود که اندکی پس از مرگ یکی از پسرانش در سال ۱۸۶۳ رسماً به این سمت منصوب شد. هم‌چنین استرانگ با بسیاری از نهادهای علمی دیگر همکاری می‌کرد.
سال ۱۸۴۴ استرانگ به عنوان عضو انجمن فلسفی آمریکا انتخاب شد.

## زندگی شخصی
استرانگ در ۳ سپتامبر ۱۸۱۸، با «لوسی دیکس»‏ (۱۷۹۸–۱۸۷۵) از لیتلتون، ماساچوست عروسی کرد. لوسی و برادر دوقلویش جان دیکس، فرزندان «کاپیتان جان دیکس و هولدا (با نام تولد نی وارن) دیکس» بودند. «مری هارتول وارن»، خواهر لوسی، همسر «آسا ماهان»، اولین رئیس «کالج اوبرلین» بود. تئودور و لوسی والدین هفت فرزند شامل دو پسر و پنج دختر بودند:
- مری دیکس استرانگ (۱۸۱۹–۱۸۷۳) که با نماینده ایالات متحده، جان ون دایک، عروسی کرد.[۹]
- سوفیا وودبریج استرانگ (متولد ۱۸۲۱) که با ریچارد هاسلاک عروسی کرد.[۱۰]
- سارا باورز استرانگ (۱۸۲۳–۱۸۳۹) که در جوانی درگذشت.[۱۰]
- هریت استرانگ (۱۸۲۵–۱۸۹۳)، که با نماینده ایالات متحده، جان دبلیو. فردون عروسی کرد.[۱۰]
- بنجامین راگلز وودبریج استرانگ (۱۸۲۷–۱۹۰۷) که با هریت آنا هارتول (۱۸۲۷–۱۹۰۹) عروسی کرد.[۱۰]
- لوسی دیکس استرانگ (۱۸۳۲–۱۸۳۴) که در جوانی درگذشت.[۱۰]
- تئودور استرانگ جونیور (۱۸۳۶–۱۸۶۳) که در بل پلینز در ویرجینیا در حین خدمت در ارتش اتحادیه درگذشت.[۱۰]

استرانگ تا زمان مرگ‌اش در ۱ فبروری ۱۸۶۹ در نیوبرانزویک سکونت داشت. استرانگ با همسر، یک پسر و دو دخترش زندگی می‌کرد.

### نوادگان
استرانگ از سمت پسرش وودبریج، پدرکلان سناتور ایالت نیوجرسی، تئودور استرانگ، بود. سناتور با کورنلیا لیوینگستون ون رنسلر عروسی کرد. این دو والدین وکیل برجسته، استیون ون رنسلر استرانگ بودند.